# Victoriano Castellanos Cortés
Victoriano Castellanos Cortés (* 23 de marzo de 1796, Los Llanos de Santa Rosa - † 11 de diciembre de 1862, Comayagua) fue empresario minero y político hondureño, vicepresidente entre 1860 a 1862, luego ascendió como el 10mo presidente de Honduras
en 1862, tras la muerte del presidente José Santos Guardiola Bustillo.

## Biografía
Fue hijo del señor Diego Ildefonso Castellanos y la señora Luciana Cortés y Tablada. Victoriano Castellanos de niño recibió su educación católica y de primeras letras, mediante su mentor el cura párroco Pedro Antonio Pineda. Contrajo nupcias en 1828 con María Ana Milla Castejón, hermana del General José Justo Milla, el licenciado José Santiago Milla y el licenciado Juan Esteban Milla. Castellanos, fue un empresario minero ya que denunció la Mina "San Andrés de la Nueva Zaragoza" encontrada en el hoy Municipio de La Unión (Copán); la explotó con medios rudimentarios de amalgamación de la época. Luego se internó en el ambiente político nacional. 
En fecha 3 de febrero de 1860 fue elegido vicepresidente de la nación, siendo el presidente el General José Santos Guardiola, quien fue asesinado en Comayagua un 11 de enero de 1862 por su propia guardia Presidencial en complicidad con el traidor Mayor de plaza Pablo Agurcia. El señor Victoriano Castellanos tomo las riendas del gobierno en calidad de "Vice-Presidente del Estado de Honduras, en ejercicio del Poder Ejecutivo", un 4 de febrero del mismo año, en la Villa de Guarita, hoy municipio del Departamento de Lempira cuando provenía de la República de El Salvador y traslado la capital a Santa Rosa, su casa de gobierno estaba situada esquina opuesta con el Mercado Municipal Central, lado Norte; aunque ahora se dice es propiedad del señor Luis Toro, heredándola sus hijos después. En otra casa de propiedad del señor Castellanos se alojaron los miembros de la cámara legislativa. Después de Santa Rosa, la capital se trasladó a Comayagua.

## Presidencia Provisional
El 3 de marzo de 1862, llega a oídos del Presidente Castellanos, que el senador y General José María Medina Castejón, tiene sospechas de un agente enviado por el general Rafael Carrera y Turcios está detrás de la muerte de José Santos Guardiola Bustillo, sucedido en la ciudad de Comayagua, hecho por el cual, el presidente Castellanos cambia la capital del estado a Santa Rosa de Copán; el general Medina confirma la presidencia de Victoriano Cortés Castellanos.
En fecha 7 de marzo de 1862, don Victoriano Castellanos Cortés ordena que se emita el Decreto Presidencial para convocar a la Asamblea Legislativa, para el 10 de abril de 1862, en la ciudad de Santa Rosa de Copán en la que él está presente.
En la misma ciudad de Santa Rosa, el presidente funda una "Escuela de Música" y el 19 de marzo de 1862 funda una "Escuela de Niñas".
El 25 de marzo de 1862 El Presidente Castellanos, realiza el "Tratado de Paz y Amistad" un pacto de asistencia militar, con el gobierno de El Salvador en el que el General Gerardo Barrios, sale beneficiado contra Guatemala.
Para el 7 de mayo de 1862, el señor don Victoriano Castellanos Cortes y la Cámara Legislativa constituyente emitieron el Decreto n.º 3 en el cual se le otorga el Título de "REPÚBLICA" al país, en consecuencia se llamara REPÚBLICA DE HONDURAS, dejando de denominarse “Estado de Honduras”.
El gobierno de Castellanos y el gobierno de El Salvador en el cual el General Gerardo Barrios tomó un préstamo de 10 000 pesos. Por Decreto Nº 21/1862 mismas para la fabricación de monedas de cobre o "macuquinas" (monedas elaboradas a martillo en relieve). Fue el canon de aterrizaje en los puertos y los derechos de importación se impusieron después de Tonage de bebidas alcohólicas. El Poder Legislativo y el Poder Judicial ha prohibido la adopción de un empleo remunerado en el ejecutivo. Se emite un Decreto que penaliza las sanciones para la especulación del mercado de valores y malversación de fondos. El gobierno de los deudores del impuesto predial y desamortización en una subasta. 
El 15 de junio de 1862, Victoriano Castellanos Cortés, cambia la capital de su gobierno de Santa Rosa de Copán a la ciudad de Comayagua.
El 25 de junio de 1862, se emite un fallo de un Tribunal de Arbitraje Internacional, debido a las controversias con los ciudadanos británicos, que reclaman las Islas de la Bahía y que en derecho son parte del territorio hondureño.
En un decreto del 30 de agosto de 1862, reglamentó el comercio entre Honduras y los países vecinos, estableciendo vías oficiales de comunicación para el comercio y denominando puertos secos en donde se había que recibir las introducciones y exportaciones; el decreto se emitió con el propósito de evitar las introducciones y exportaciones clandestinas que se estaban haciendo en la república que "priva[ban] al erario de sumas considerables con grave perjuicio de sus rentas".
El 5 de septiembre de 1862 Castellanos realiza un viaje a la ciudad de Tegucigalpa por motivos gubernamentales. Más tarde se reúne con los representantes del gobierno nicaragüense señores Tomas Martínez Guerrero, Pedro Zeledón Mora, quienes visitaron al presidente Castellanos a fin de exponer "La Propuesta de una comunidad internacional entre los dos países.
Castellanos fue visitado por George Benvenuto Mathews en su condición de representante autorizado de la reina Victoria I del Reino Unido, siempre con el asunto de las Islas de la Bahía y para realizar otros asuntos.
Además en su gobierno se creó el Departamento de Islas de la Bahía, la construcción de centros educativos en la ciudad de Danlí, El Paraíso y Tegucigalpa; también importó semillas de la planta del tabaco de Cuba.
El señor Victoriano Castellanos Cortés muy enfermo deposita el gobierno en manos de Francisco Montes, de quien lo recibía anteriormente; Castellanos fallecería el 11 de diciembre de 1862, sus restos descansan en la Catedral de Comayagua.
| Gabinete de Gobierno               | Gabinete de Gobierno          | Gabinete de Gobierno |
| ---------------------------------- | ----------------------------- | -------------------- |
| cargo                              | Nombre                        | Período              |
|                                    |                               |                      |
| Ministro Del Despacho Presidencial | Carlos Madrid                 | 1860-1862            |
| Ministro de Guerra y Hacienda      | Francisco Alvarado/Lucas Ríos | 1860-1862            |
| Ministro de gobierno               | Álvaro Contreras              | 1860-1862            |

## Decreto n.º 3
LA CÁMARA DE DIPUTADOS
- CONSIDERANDO: Que está en sus facultades y es de su deber instituir el nombre que debe llevar la nación, procediendo en consonancia con el rango político que le pertenece atendiendo los principios desenvueltos en la carta fundamental, ha tenido a bien decretar:
- ARTÍCULO 1: La denominación que en adelante llevara el conjunto de pueblos que forman el Estado, con inclusión de sus islas adyacentes, es el de República de Honduras.
- ARTÍCULO 2: El gobierno mandara a esculpir este título en los sellos mayores y menores de que debe hacerse uso en el escudo del pabellón y la bandera de las milicias, en óvalos mandados a fijar en el frontispicio de las oficinas y también en las monedas.
- ARTÍCULO 3: La presente ley será promulgada en todos los pueblos de la República con la solemnidad dedicada.

Pase al Senado.
Dado en el salón de la Cámara de Diputados de la ciudad de Santa Rosa, a siete de mayo de mil ochocientos sesenta y dos. (Firma) Rolf. C. Díaz. Diputado Presidente, (firma) José Meza. Diputado Secretario y (firma) C. Goméz. Diputado Secretario.